# 9.0: Live
Albums de Slipknot
Vol. 3: (The Subliminal Verses)
(2004) All Hope Is Gone
(2008)
9.0: Live est le premier album live du groupe de néo metal américain Slipknot. Il s'agit d'un double-disque enregistré lors de leur tournée mondiale entre 2004 et 2005 pour la promotion de leur troisième album studio Vol. 3: (The Subliminal Verses). Distribué par Roadrunner Records le 1er novembre 2005, 9.0 Live présente des chansons issues des trois premiers albums du groupe : Slipknot, Iowa, et Vol. 3: (The Subliminal Verses). Quelques chansons incluses dans l'album sont rarement jouée sur scène ; Skin Ticket, extraite de l'album Iowa est la première jouée sur scène. 9.0: Live atteint le top 20 en Autriche et aux États-Unis, et est certifié disque d'or aux États-Unis. L'accueil est généralement positif.

## Développement
Pendant la production de leur second DVD Disasterpieces en 2002, les membres de Slipknot se lancent en parallèle dans la création d'un album live. Deux ans plus tard, en 2004, Slipknot fait la promotion de Vol. 3: (The Subliminal Verses) dans une tournée mondiale qui inclut 233 dates de concert dans 34 pays en 28 mois, ; la musique pour l'album live est enregistrée en tournée. Les chansons sur 9.0: Live proviennent de concerts effectués à Singapour, Tokyo, Osaka, Las Vegas, Phoenix, New York, et Dallas. L'album commence avec une introduction vocale enregistrée avant le concert, informant que le groupe ne jouera pas afin de mettre intentionnellement le public en colère. 9.0: Live présente les chansons extraites des trois premiers albums studio, et la chanson bannie Purity retirée du premier album du groupe, Slipknot, à la suite de problèmes de droits d'auteur. Il contient également des chansons rarement jouées sur scène, comme Iowa et Get This, ainsi qu'une performance de Skin Ticket.

## Promotion
Avant la sortie de l'album, l'extrait d'un enregistrement en live de The Nameless est mis en ligne sur le site Internet du label du groupe. Slipknot participe à une session d'autographes au magasin Best Buy de New York le jour de la sortie de 9.0: Live le 1er novembre 2005. Un clip vidéo de l'enregistrement live de The Nameless est réalisé pour la promotion de l'album.

## Accueil
9.0: Live est généralement bien accueilli par la presse spécialisée. AllMusic commente l'admiration des fans envers Slipknot, aidant le groupe à se « donner à fond » pour cet album live. Adrien Begrand de PopMatters décrit 9.0: Live comme un « album qui vaut le coup. » Begrand note également l'implication de ses fans dévoués lors de leurs dates de tournée.

## Liste des titres
| Disque 1 | Disque 1             | Disque 1 | Disque 1 | Disque 1 | Disque 1 | Disque 1 | Disque 1 | Disque 1 | Disque 1 |
| No       | Titre                | Durée    |          |          |          |          |          |          |          |
| -------- | -------------------- | -------- | -------- | -------- | -------- | -------- | -------- | -------- | -------- |
| 1.       | The Blister Exists   | 6:24     |          |          |          |          |          |          |          |
| 2.       | (sic)                | 3:52     |          |          |          |          |          |          |          |
| 3.       | Disasterpiece        | 6:47     |          |          |          |          |          |          |          |
| 4.       | Before I Forget      | 4:24     |          |          |          |          |          |          |          |
| 5.       | Left Behind          | 3:44     |          |          |          |          |          |          |          |
| 6.       | Liberate             | 3:48     |          |          |          |          |          |          |          |
| 7.       | Vermilion            | 5:56     |          |          |          |          |          |          |          |
| 8.       | Pulse of the Maggots | 5:06     |          |          |          |          |          |          |          |
| 9.       | Purity               | 5:12     |          |          |          |          |          |          |          |
| 10.      | Eyeless              | 4:19     |          |          |          |          |          |          |          |
| 11.      | Drum Solo            | 3:58     |          |          |          |          |          |          |          |
| 12.      | Eeyore               | 2:16     |          |          |          |          |          |          |          |
| 55:46    |                      |          |          |          |          |          |          |          |          |

| Disque 2 | Disque 2           | Disque 2 | Disque 2 | Disque 2 | Disque 2 | Disque 2 | Disque 2 | Disque 2 | Disque 2 |
| No       | Titre              | Durée    |          |          |          |          |          |          |          |
| -------- | ------------------ | -------- | -------- | -------- | -------- | -------- | -------- | -------- | -------- |
| 1.       | Three Nil          | 5:03     |          |          |          |          |          |          |          |
| 2.       | The Nameless       | 5:28     |          |          |          |          |          |          |          |
| 3.       | Skin Ticket        | 6:03     |          |          |          |          |          |          |          |
| 4.       | Everything Ends    | 5:03     |          |          |          |          |          |          |          |
| 5.       | The Heretic Anthem | 4:08     |          |          |          |          |          |          |          |
| 6.       | Iowa               | 6:37     |          |          |          |          |          |          |          |
| 7.       | Duality            | 6:07     |          |          |          |          |          |          |          |
| 8.       | Spit It Out        | 5:29     |          |          |          |          |          |          |          |
| 9.       | People = shit      | 5:53     |          |          |          |          |          |          |          |
| 10.      | Get This           | 2:44     |          |          |          |          |          |          |          |
| 11.      | Wait and Bleed     | 3:44     |          |          |          |          |          |          |          |
| 12.      | Surfacing          | 5:50     |          |          |          |          |          |          |          |
| 62:09    |                    |          |          |          |          |          |          |          |          |